# کارلی بیسپو
کارلی بیسپو (انگلیسی: Karlee Bispo؛ زادهٔ الگو:January 24 1990 age) ورزشکار ورزش شنا اهل ایالات متحده آمریکا است.
وی در مسابقات کشوری و بین‌المللی در مجموع برندهٔ ۱ مدال طلا شده‌است.